# Sabotage (film, 2014)
Pour les articles homonymes, voir Ten et Sabotage (homonymie).
Pour plus de détails, voir Fiche technique et Distribution.
Sabotage est un film d'action américain réalisé par David Ayer et sorti en 2014. Il met en vedette Arnold Schwarzenegger et Sam Worthington. 
Très libre adaptation du roman Dix Petits Nègres d'Agatha Christie, le film reçoit des critiques plutôt négatives et ne rencontre pas le succès commercial.
Le film met en scène John « Breacher » Wharton, Agent de la DEA, qui est le leader d'une unité d'élite, composée de James « Monster » Murray et sa femme Lizzy, Joe « Grinder » Philips, Julius « Sugar » Edmonds, Eddie « Neck » Jordan, Tom « Pyro » Roberts, Bryce « Tripod » McNeely et « Smoke » Jennings. Lors d'une mission, ils prennent d'assaut le repaire d'un cartel mexicain, dont le but est de voler dix millions de dollars. L'argent est temporairement dissimulé dans des canalisations. Au moment de récupérer le butin, le groupe s'aperçoit qu'il a été doublé, l'argent a disparu. Une enquête interne, à la suite du décès d'un des membres au cours de l'opération et des soupçons de détournement, leur valent à tous plusieurs mois de suspension. En absence de preuves, Breacher et son équipe sont réintégrés au sein de la DEA.

## Synopsis
John "Breacher" Wharton est le chef de l'équipe des opérations spéciales de la DEA (DEA SOT), qui se compose de James "Monster" Murray, l'épouse de Monster Lizzy Murray, Joe "Grinder" Philips, Julius "Sugar" Edmonds, Eddie "Neck" Jordan , Tom "Pyro" Roberts, Bryce "Tripod" McNeely et "Smoke" Jennings.
Lors d'un raid sur un bastion du cartel, Smoke est tué alors que l'équipe vole 10 millions de dollars dans un stock d'argent, le cachant dans les égouts sous le bâtiment tout en faisant exploser le reste pour couvrir leurs traces. L'argent disparaît et leur supérieur Floyd Demel les suspend pendant que la DEA enquête sur l'équipe pour le vol. Après six mois sans aucun aveu ni preuve de leur participation, l'équipe est réintégrée.
Après s'être réveillé d'une stupeur ivre, Pyro découvre que son camping-car a été remorqué sur un passage à niveau, qui est percuté par un train, le tuant avant qu'il ne puisse s'échapper. La détective des homicides de la police d'Atlanta, Caroline Brentwood et son partenaire Darius Jackson, sont affectés à l'affaire et interrogent les coéquipiers de Pyro.
Brentwood note que Neck évite délibérément l'interrogatoire et Breacher l'accompagne jusqu'à la maison de Neck, espérant qu'il coopérera. Quand ils arrivent, ils le trouvent cloué au plafond et éventré. Brentwood reconnaît l'exécution comme le modus operandi des cartels, ce qui conduit Breacher à supposer que le cartel chasse l'équipe pour l'argent volé.
Breacher et Brentwood rendent visite à Tripod, qui a quitté la DEA après avoir été suspendu, et le trouvent mort après une fusillade au cours de laquelle il a tué un assaillant, ce dernier étant identifié par Breacher comme un responsable du cartel. Monster rend visite plus tard à Brentwood, qui se méfie de Breacher. Monster lui dit que la famille de Breacher a été kidnappée par les cartels, qui ont filmé leurs meurtres et envoyé plus tard la bande à Breacher avec les parties du corps coupées de sa femme et de son fils. Breacher a passé des mois à chercher les assassins de sa famille avant que l'équipe ne le convainque de passer à autre chose. Brentwood s'excuse auprès de Breacher et couchent ensemble.
Jackson retrace le téléphone portable de l'exécuteur mort jusqu'à un refuge du cartel, qui est attaqué par Breacher et son équipe, mais les exécuteurs ne sont pas là. Ils sont ensuite retrouvés morts au fond d'une rivière près de la maison de Tripod, et le détective Brentwood se rend compte qu'ils ont été tués avant Pyro et Neck, ce qui signifie que quelqu'un accuse le cartel d'avoir tué les membres de son équipe.
Breacher réunit l'équipe pour leur dire ce qui s'est passé, et Lizzy se déchaîne et révèle qu'elle a eu une liaison avec "Sugar". Grinder confie à Brentwood qu'ils ont volé l'argent. Breacher et Brentwood rencontrent Grinder dans un restaurant local et Lizzy tue Grinder à l'aide d'un fusil de sniper, Lizzy et Sugar étant responsables des meurtres de leurs coéquipiers. Alors que Lizzy rassemble son équipement pour quitter le pays avec "Sugar", Monster détruit son passeport et Lizzy l'attaque avec un couteau et le tue.
Breacher et Brentwood se rendent chez Lizzy et trouvent le corps de Monster caché dans un réfrigérateur. Lizzy appelle Breacher, faisant semblant d'être seule, et organise une réunion dans un parking. Breacher s'y rend avec le détective Brentwood, qui se cache dans la voiture, sans être vu. Lizzy et "Sugar" tendent une embuscade à Breacher, et Brentwood assiste Breacher. Lizzy et "Sugar" s'éloignent, poursuivis par Breacher et Brentwood. Après une longue poursuite, la voiture de "Sugar" et Lizzy renverse accidentellement un cycliste, le tuant sur le coup, puis percute ensuite une dépanneuse, la rampe décapitant "Sugar".
Breacher et Brentwood affrontent Lizzy, qui accuse l'équipe d'avoir volé l'argent derrière son dos, la motivant à se venger. Brentwood est perplexe, en supposant que Lizzy avait volé l'argent. Breacher avoue à Lizzy qu'il a bien pris l'argent du cartel. Lizzy essaie d'atteindre son arme et Breacher la tue. Alors que la police locale arrive, Breacher disparaît, laissant Brentwood frustrée.
Quelques semaines plus tard, Breacher est au Mexique, où il utilise l'argent volé aux fins prévues - pour soudoyer un policier corrompu afin qu'il l'aide à identifier Brujo, l'homme qui a assassiné sa famille. Breacher le trouve dans un bar mexicain et le tue ainsi que d'autres qui lui sont fidèles.
Blessé mais ravi d'avoir enfin vengé sa famille, Breacher s'assied à une table, prend un verre de whisky et allume un dernier cigare, souriant en attendant son sort.

## Fiche technique
Sauf indication contraire, les informations mentionnées dans cette section peuvent être confirmées par la base de données cinématographiques IMDb,  présente dans la section « Liens externes ».
- Titre original et francophone : Sabotage
- Titres de travail : Ten puis Breacher[1]
- Réalisation : David Ayer
- Scénario : Skip Woods et David Ayer
- Direction artistique : Devorah Herbert
- Décors : Kevin Constant
- Costumes : Mary Claire Hannan
- Montage : Dody Dorn
- Musique : David Sardy
- Photographie : Bruce McCleery
- Production : Bill Block, Paul Hanson, Palak Patel, Joe Roth, Albert S. Ruddy et Skip Woods
- Sociétés de production : Albert S. Ruddy Productions, Crave Films et QED International
- Sociétés de distribution : Open Road Films (États-Unis), Metropolitan FilmExport (France)
- Budget : 35 000 000 de dollars[2]
- Pays d’origine :  États-Unis
- Langues originales : anglais, quelques dialogues en espagnol
- Format : couleur - 35 mm - 1,85:1 - son Dolby numérique
- Genre : action et thriller
- Durée : 109 minutes
- Dates de sortie : 
  - États-Unis : 28 mars 2014
  - France : 7 mai 2014
- Classification :
  - États-Unis : Classification MPAA : R (Restricted)[N 1]
  - France Classification CNC[3] : interdit aux moins de 12 ans avec avertissement (visa no 139658 délivré le 29 avril 2014)[N 2]

## Distribution
- Arnold Schwarzenegger (VF : Daniel Beretta ; VQ : Yves Corbeil) : John « Breacher » Wharton
- Sam Worthington (VF : Adrien Antoine ; VQ : Tristan Harvey) : James « Monster » Murray
- Terrence Howard (VF : Serge Faliu ; VQ : Gilbert Lachance) : Julius « Sugar » Edmonds
- Mireille Enos (VF : Laura Préjean ; VQ : Mélanie Laberge) : Lizzy Murray
- Josh Holloway (VF : Arnaud Arbessier ; VQ : Antoine Durand) : Eddie « Neck » Jordan
- Joe Manganiello (VF : David Krüger ; VQ : Martin Watier) : Joe « Grinder » Phillips
- Max Martini (VF : Patrick Béthune ; VQ : Benoit Rousseau) : Tom « Pyro » Roberts
- Olivia Williams (VF : Déborah Perret ; VQ : Anne Bédard) : l'inspecteur Caroline Brentwood
- Troy Garity (VF : Jérémy Bardeau) : l'agent Spolcheck
- Harold Perrineau Jr. (VF : Daniel Lobé ; VQ : Frédéric Paquet) : Jackson
- Kevin Vance (VF : Ludovic Baugin) : Bryce « Tripod » McNeely
- Martin Donovan (VF : Philippe Vincent) : Floyd Demel
- Gary Grubbs (VF : Philippe Catoire) : Lou Cantrell
- Tim Ware (VF : Patrick Raynal) : Stan Morris

Sources et légendes : version française (VF) sur RS Doublage et AlloDoublage ; version québécoise (VQ) sur Doublage.qc.ca.

## Production

### Genèse et développement
Très librement inspiré du roman Dix Petits Nègres, d'Agatha Christie,, Sabotage est un scénario écrit par Skip Woods, auteur d'Opération Espadon, X-Men Origins: Wolverine et Die Hard : Belle journée pour mourir. À l'origine, le projet s'appelait Breacher, surnom du personnage principal, puis Ten et devait être réalisé par Patrick Alessandrin à partir de décembre 2010 avec Bruce Willis dans le rôle principal. Mais les deux hommes quittent finalement le projet. Skip Woods et le producteur Joe Roth y restent cependant liés pour ce qui deviendra Sabotage. La réalisation est confiée à David Ayer, connu pour avoir écrit les scénarios de Training Day et End of Watch, dont il est également le réalisateur.
David Ayer, qui a également participé à l'écriture, explique que l'équipe est « une sorte de SEAL Team 6 en version stups. On le voit d’ailleurs tout de suite à travers leurs méthodes, leurs armes, leur équipement et leur apparence générale. Tout est très précis, réaliste et ultramoderne ».

### Attribution des rôles
Le rôle principal est confié à Arnold Schwarzenegger, qui, en plus de saluer le talent d'Ayer, déclare à propos de son personnage « [Il] se démarque franchement de ceux que j’ai interprétés jusqu'à présent ». Selon David Ayer, qui adore l'acteur, il s'agit d'un « bonheur de le diriger » car c'est « un extraordinaire acteur de film d’action, mais ce rôle est différent de ce qu’il a fait jusqu'à présent, cette fois il ne porte pas le film tout seul, il est entouré par de formidables partenaires ». Pour le look de Breacher, le réalisateur tenait « à créer un personnage doté d’un passé et d’un univers propre », ne voulant pas « qu’Arnold joue un héros de films d’action hollywoodiens stéréotypé » et « en faire une caricature ». De plus, il se félicite d'avoir fait interpréter à Arnold Schwarzenegger un personnage différent, plus complexe et nuancé que ses rôles habituels.
Pour trouver les autres acteurs pour compléter le casting, David Ayer voulait « que le public ait l’impression que ces personnages existent vraiment » et tenait à « entourer Arnold de bons acteurs, compétents, talentueux et touchants » car « Arnold est incroyablement charismatique, il est très avenant et sympathique ». On retrouve ainsi Sam Worthington, l'acteur principal d'Avatar (2009), qui a tourné sous la direction de James Cameron et dans la franchise Terminator tout comme Arnold Schwarzenegger, mais également Terrence Howard, Harold Perrineau Jr., Josh Holloway, Olivia Williams et Mireille Enos. Cette dernière, qui interprète Lizzy, a remplacé Malin Åkerman, qui a dû renoncer à cause de sa grossesse. Auparavant, Isla Fisher et Kate Mara ont été auditionnées pour le rôle.

### Tournage
Le tournage a  d'octobre à décembre 2012, en Géorgie, à Atlanta et dans le reste de l'État, bien que quelques séquences sont réalisées à Los Angeles, à Hartford, dans le Connecticut et New York. Plus habitué à tourner dans Los Angeles, David Ayer « ne souhaitait pas filmer Sabotage de la même façon qu'il l'avait fait sur son précédent film, End of Watch, caméra à l'épaule », mais n'a pu se détacher totalement de l'impact de son dernier long-métrage sur celui-ci, ajoutant que « le réalisme a été le maître mot de ce projet » et que « Sabotage est à mi-chemin entre l’ultra réalisme de End of Watch et le film d’action hollywoodien traditionnel ». Il ajoute que il aime s'« appuyer sur des décors et des situations réels afin de conférer le plus d’authenticité possible ». Seule la scène des égouts n'a pas été tourné dans un décor réel,.
Pour se préparer à leurs rôles, les acteurs ont appris grâce à l'ancien officier de police Jamie Fitzsimmons, déjà conseiller technique sur les précédents films de David Auer, et d'anciens membres du SWAT. Durant plusieurs mois, les acteurs ont donc appris tous les mouvements et les tactiques d'assaut, ainsi que le maniement de nombreuses armes et des techniques de combat rapproché, pour que même des professionnels trouvent le film authentique. Arnold Schwarzenegger et ses collègues furent étonnés du degré de réalisme que souhaitait intégrer le réalisateur à son film et à ses personnages, de même que Sam Worthington qui se souvient que David Ayer donnait des ouvrages à lire et des documentaires à visionner, ainsi qu'un entraînement intensif, afin de se glisser « non seulement dans la peau de ces hommes et dans leur monde, mais également dans leur tête ».

### Montage
Après une projection test, la fin du film est modifiée afin de ne pas trop déplaire aux fans d'Arnold Schwarzenegger et pour proposer un héros qui soit plus fort. Cela oblige la production à rappeler les acteurs en urgence pour des reshoots.

### Musique
La musique du film est composée par David Sardy, déjà à l'œuvre sur le précédent film du réalisateur, End of Watch.

#### Liste des titres
1. Raiding the Cartel - 3:23
2. Stealing the Money — 2:35
3. Where is the Money — 1:22
4. Interview — 1:16
5. Breacher Wakes Up / Gym Work 3 — 2:50
6. Breacher Pulls Up — 1:04
7. Team Training — 3:15
8. Pyro Flip Screech — 0:43
9. Meet Caroline — 1:14
10. Strippers Here — 0:43
11. Neck Nailed To Ceiling — 1:38
12. Breachers Backstory — 3:33
13. Finding Tripod — 4:03
14. Breachers Home Vids — 1:35
15. Not Going To Fight You Boss — 1:12
16. Redneck Boat / Not a Fish — 1:49
17. World Class Assholes — 1:28
18. Apartment Raid — 2:25
19. We All Go Home Tonight — 1:55
20. Monster In the Fridge — 2:04
21. Team Falling Apart — 3:01
22. I Quit — 0:34
23. Lizzy Shot Grinder — 1:39
24. Parking Garage — 1:18
25. Atl Street Chase — 3:22
26. Where's Breacher — 3:44
27. Brujo Enters — 1:53
28. Gunfight — 1:11
29. Breachers Revenge — 3:16

On peut également entendre dans le film d'autres titres
- Heights 3 de JMIKE
- Ball de B Boy featuring Cash Out
- All We Do de Kaytranada & Christian Berishaj
- La Casa del Sol Naciente d'Alejandra Guzmán
- Darkest (Dim) de Tokimonsta featuring Gavin Turek
- Beer Bar Blues de Lloyd Conger
- Mafia Nueva d'El Komander

## Accueil

### Accueil critique
Dès sa sortie en salles, Sabotage a rencontré un accueil mitigé à négatif de la part des critiques professionnelles : 21 % des 112 commentaires collectés par le site Rotten Tomatoes sont positifs, pour une moyenne de 4,3⁄10, tandis que le site Metacritic lui attribue un score de 41⁄100, pour 31 commentaires.
En France, le site Allociné propose une note moyenne de 1,7⁄5 à partir de l'interprétation de critiques provenant de 3 titres de presse.

### Box-office
Pour son week-end d'ouverture aux États-Unis, où il est distribué dans une combinaison maximale de 2,486 salles, Sabotage s'empare de la septième position du box-office, avec 5 272 444 $ de recettes, pour une moyenne de 2,121 $ par salle, constituant un des plus mauvais démarrages en 30 ans pour un film avec Arnold Schwarzenegger. Il ne parvient pas a enrayer sa chute, finissant avec un total de 10 508 518 $ de recettes après huit semaines à l'affiche, devenant le troisième échec commercial d'affilée pour Arnold Schwarzenegger après Le Dernier rempart (12 050 299 $) et Évasion (25 135 965 $). Les recettes internationales ont atteint 7 000 000 $, portant le cumul des recettes mondiales à 17 508 518 $.
Sorti dans 172 salles en France , Sabotage se classe en seconde position du box-office le jour de sa sortie avec 14 103 entrées, dont 4 975 entrées sur Paris et sa périphérie, faisant moins bien que Le Dernier Rempart et Évasion, précédents films avec Schwarzenegger en vedette, qui avaient enregistrés 20 301 entrées, dont 6 138 entrées sur Paris et sa périphérie pour le premier et 24 889 entrées, dont 6 782 entrées sur Paris et sa périphérie pour le second. En première semaine, Sabotage prend la neuvième place du box-office, avec 88 534 entrées. En seconde semaine, il perd sept places avec 23 962 entrées, portant le cumul à 112 496 entrées . Finalement, Sabotage enregistre 116 213 entrées après quatre semaines à l'affiche.

## Distinctions
Source : Internet Movie Database

### Récompenses
- Golden Trailer Awards 2014 : meilleure Vine pour la vidéo "Kill #18"

### Nominations
- Golden Trailer Awards 2014 : meilleure Vine pour les vidéos "Kill #19", "Kill #22" et "Kill #39", meilleur spot TV indépendant
- Georgia Film Critics Association 2015 : prix Oglethorpe for Excellence in Georgia Cinema pour David Ayer et Skip Woods